# FilmPolski
Ne pas confondre avec l'organisme d'état nommé Film Polski.
FilmPolski.pl est une base de données consacrée au cinéma polonais.
FilmPolski est gérée par la Bibliothèque et le Centre d'information du film (PWSFTviT im. Leona Schillera) établie à Łódź et créée par Jarosław Czembrowski. Depuis 1990, la base de données est mise à disposition à la bibliothèque de l'École nationale du film, puis, à partir de mars 1998, elle a également été mise en ligne sur Internet.